# Dzieje grzechu (film 1975)
Dzieje grzechu – polski dramat obyczajowy z 1975 roku w reżyserii Waleriana Borowczyka, czwarta ekranizacja powieści Stefana Żeromskiego pod tym samym tytułem.

## Treść
Ewa Pobratyńska, dziewczyna ze zubożałej szlacheckiej rodziny, nawiązuje romans z Łukaszem Niepołomskim, żonatym mężczyzną, któremu nie udaje się uzyskać rozwodu. Wkrótce porzuca on Ewę i wyjeżdża, a zakochana dziewczyna opuszcza dom i wyrusza za nim.  Oboje przejściowo zamieszkują w żydowskiej dzielnicy, gdzie dzięki jej opiece ranny w pojedynku Niepołomski powraca do zdrowia. Później jednak wyjeżdża do Rzymu, by starać się o rozwód, a Ewa stwierdza, że jest w ciąży. Po porodzie zabija swoje dziecko i w poszukiwaniu ukochanego udaje się do Włoch na wieść, że przebywa on tam w więzieniu. W tym czasie Ewą opiekuje się kochający ją hrabia Szczerbic. Dowiedziawszy się, że Łukasz po uzyskaniu rozwodu wziął ślub z posażną panną, zdesperowana Ewa przypadkowo zostaje kochanką bandyty Pochronia, którego wspólnik wie o zabitym dziecku. Przebywając wciąż zagranicą, pod wpływem szantażu współdziała w rabunkowym morderstwie Szczerbica. Ucieka do Polski, gdzie para się prostytucją i zamieszkuje z Pochroniem i jego wspólnikami. Kiedy bandyci z jej pomocą napadają na mieszkanie Łukasza, Ewie udaje się go ostrzec, lecz sama zostaje śmiertelnie ranna, po czym umiera w areszcie na rękach Niepołomskiego.

## Obsada
- Grażyna Długołęcka – Ewa Pobratyńska
- Jerzy Zelnik – Łukasz Niepołomski
- Olgierd Łukaszewicz – hrabia Zygmunt Szczerbic
- Mieczysław Voit – hrabia Cyprian Bodzanta
- Roman Wilhelmi – bandyta Antoni Pochroń
- Marek Walczewski – hr. Płaza-Spławski, jego wspólnik
- Zdzisław Mrożewski – ojciec Ewy
- Karolina Lubieńska – matka Ewy
- Marek Bargiełowski – sublokator Adolf Horst
- Jadwiga Chojnacka – służąca Leośka
- Bogusław Sochnacki – Żyd wynajmujący mieszkanie na prowincji
- Janusz Zakrzeński – redaktor tygodnika
- Władysław Hańcza – doktor Wielgosiński leczący Łukasza
- Zbigniew Zapasiewicz – ksiądz Jutkiewicz
- Zbigniew Koczanowicz – naczelnik biura, zwierzchnik Ewy
- Tomasz Lengren – bandyta Fajtaś, wspólnik Pochronia
- Walerian Borowczyk – mężczyzna w kasynie